# Sergio Sánchez Martínez
Sergio Sánchez Martínez (Ciñera de Gordón, León; 1 de octubre de 1982) es un atleta español especialista en las pruebas de mediofondo y fondo que actualmente corre para el CAR La Robla.
El 23 de enero de 2010 corrió en Oviedo 2.000m indoor con un tiempo de 4:52.90, batiendo el récord europeo vigente desde 1987, en manos del irlandés Eamonn Coghlan. Para lograr tal marca confesó haber llegado a entrenar más de 200km semanales en tres entrenamientos diarios.
El 13 de febrero de 2010 consiguió el récord de Europa de 3000 m indoor con un tiempo de 7:32.41, en Valencia, marca que hasta la fecha sólo ha sido mejorada por atletas africanos.
Se proclamó subcampeón del mundo de 3.000 metros lisos indoor el 15 de marzo de 2010 en Doha, Catar.
Se proclamó el 10 de marzo de 2013 campeón de España de cross en Granollers por delante de Carles Castillejo y Ayad Lamdassem.

## Polémicas
En 2011 fue expedientado por la Federación Española tras unas declaraciones contra el entonces secretario de Estado Jaime Lissavetzky lamentando que no tenía beca ADO.
En septiembre de 2013 fue suspendido por haber dado positivo en el control antidopaje de los Campeonatos de España de Atletismo.
En 2025 allanó la residencia de su ex tío mientras este se encontraba ingresado en el hospital para sacar sin permiso un barco, rompiendo la verja de la propiedad en el proceso.

## Palmarés
| Año  | Competición                 | Ciudad                | Clasificación | Disciplina |
| ---- | --------------------------- | --------------------- | ------------- | ---------- |
| 2007 | Campeonato de España        | San Sebastián, España | 2º            | 5.000 m    |
| 2008 | Campeonato de España Indoor | Valencia, España      | 1º            | 3000 m     |
| 2008 | Campeonato del Mundo Indoor | Valencia, España      | 7º            | 3000 m     |
| 2009 | Campeonato de Europa Indoor | Turín, Italia         | 4º            | 3000 m     |
| 2009 | Campeonato de España Indoor | Sevilla, España       | 2º            | 3000 m     |
| 2009 | Campeonato de España        | Barcelona, España     | 2º            | 5.000 m    |
| 2010 | Campeonato del Mundo Indoor | Doha, Catar           | 2º            | 3000 m     |
| 2010 | Campeonato de España        | Avilés, España        | 3º            | 5.000 m    |

## Otras victorias
- 1º Milla Internacional de Zamora 2004,2007.
- 1º Cross Internacional Villaralbo 2004
- 1º San Silvestre Ciudad de León. 2002 2003 2004 2005 2006 2007
- 1º San Silvestre Ciudad de Oviedo 2005 2006
- 1º Milla Internacional O Barco Valedoras 2006 – 2007.
- 1º Milla Internacional Valladolid 2007.
- 1º Milla Internacional Zaragoza –Delicias. 2007
- 1º Milla Internacional de Muel 2007
- 1º Cross Nacional El Crucero (Burgos) 2006
- 1º Milla Nacional de León. 2003 2004 2005 2007
- 1º Carrera Castrillon Piedras Blancas y actual récord de la prueba. 2005 2006
- 1º Carrera Internacional Concejo de Llanes. 2005 2006
- 2º Milla Internacional Círculo Triball Madrid. 2007
- 2º Milla Internacional de Infiesto 2007.
- 6º San Silvestre Vallecana Internacional 2007
- 3º San Silvestre Vallecana Internacional 2009
- 1º Carrera Internacional Semana Grande de Bilbao 2007. Y actual récord de la prueba.
- 2º Carrera Internacional de Pámanes 2007.
- 16º Campeonato del Mundo de Cross 2013 (Bydgoszcz - Polonia)
- XXVIII Campeonato de Castilla-La Mancha de Campo a través (2016)

## Marcas personales
- 800 metros - 1:49:56 (2006)
- 2.000 metros - 4:52:90 (2010) Récord de España y de Europa (Pista cubierta)
- 3.000 metros - 7:32:41 (2010) Récord de España y de Europa (Pista cubierta)
- 3.000 metros obstáculos - 9:24:41 (2007)